# 68ベンチャーズボウル
68 ベンチャーズ・ボウル（68_Ventures_Bowl）は、1999年からアラバマ州モービルにて毎年行われているカレッジフットボールNCAAディビジョンI-FBSのボウル・ゲームである。
現在はサンベルト・カンファレンスのチームとミッドアメリカン・カンファレンス(MAC)チームが対戦している。開始時はラッド・ピーブルズ・スタジアムで行われていたが、2021年からサウスアラバマ大学のキャンパス内にあるハンコック・ウィットニー・スタジアムへと移転した。

## 歴史
このボウル・ゲームは、多くのスポンサー変更と名称変更によって大きく名前を変えたボウル・ゲームの一つである。まず、最初の2年間は"モバイル・アラバマ・ボウル"としてスタート。
2000年よりGMAC(2010年にアリー・ファイナンシャルに改称)がタイトルスポンサーとなり、2010年までGMACボウルと名称が変わった。2011年から2013年はネット顧客登録サイトのGoDaddyがスポンサーを取得 。"GoDaddy.comボウル"と名称変更、その後.comの部分が抜け"GoDaddyボウル"として2014年・15年に開催。 2016年8月17日にディスカウントストアのダラー・ジェネラルがスポンサーシップを取得、3年間は”ダラー・ジェネラル・ボウル"と名を改めたものの2019年にスポンサーシップの解除を発表。一時的にモバイルアラバマボウルと名が戻ったものの2019年11月15日にレンディングツリー社が新スポンサーとなり"レンディングツリー・ボウル"に。2023年5月15日に新スポンサー変更に伴い現在の"68ベンチャーズ・ボウル"となっている。
スタート時点では12月というボウル・ゲームシーズンでは最初に開催された大会であった。2006年シーズンからは1月開催に変更となっていたが、ナショナルチャンピオンシップ(BCSまたはCFP)前に開催される最後のボウル・ゲームとしてプレーされた。2015年シーズンからは2019年シーズンを除いて12月開催に戻されている。

### カンファレンス出場チーム
1999年から2009年まではカンファレンスUSA(C-USA)とMACチームの対戦となっていた(ボウルゲームの出場資格を最も東端のチームが得た場合にはWACチームが出場権を得たため、最初の2シーズンはWACチームが出場した)。
2010年1月大会では、ACC9番目のチームが参加する動きが出ていたが、ACCチームは他ボウルゲームに出場するチームが充分に居たためにサンベルト・カンファレンスチャンピオンのトロイ大学が代わりに出場となった。 MAC対サンベルトの対戦は2020年1月時点でトータル11試合開催されていたが、2020年12月開催の試合でC-USAとサンベルトチームがそれぞれ招待され記録がストップした。2012年から15年まででアーカンソー州立大学が4年連続での出場となったため、サンベルト・カンファレンスと主催者側で合意がなされ、連続での出場を避け他チームの出場が条件となった。

### 特筆するゲーム
2001年大会のマーシャル大学対イースト・カロライナ大学はボウルゲームの歴史上最高得点記録となるトータル125点の得点合戦となり、8-38のビハインドから2OTの末64-61で大逆転するゲームとなった。マーシャル大のQBだったバイロン・レフトウィッチはこの試合で576ヤードパスを記録した。
2008年のトゥルサ大対ボーリング・グリーン州立大は68ベンチャーズボウル史上最大点差、63-7と言う結果となった。
2023年大会の南アラバマ大対東ミシガン大戦では、表彰式の際に口論によりサウスアラバマ大のマーチングバンドと選手が校歌を歌っている最中に東ミシガン大の選手がサウスアラバマ大の選手に不意の一撃を食らわすという事態が起きた。

## 試合結果
| 日付       | 名称                       | 勝利チーム                    | 点数    | 敗北チーム                    | 点数 | 来場者数 |
| ---------- | -------------------------- | ----------------------------- | ------- | ----------------------------- | ---- | -------- |
| 1999/12/22 | モバイル・アラバマ・ボウル | テキサスクリスチャン大(WAC)   | 28      | 東カロライナ大（C-USA)        | 14   | 34,200   |
| 2000/12/20 | モバイル・アラバマ・ボウル | 南ミシシッピ大(C-USA)         | 28      | テキサスクリスチャン大        | 21   | 40,300   |
| 2001/12/19 | GMACボウル                 | マーシャル大(MAC)             | 64(2OT) | 東カロライナ大                | 61   | 40,139   |
| 2002/12/18 | GMACボウル                 | マーシャル大                  | 38      | ルイビル大(C-USA)             | 15   | 40,646   |
| 2003/12/18 | GMACボウル                 | マイアミ大 (オハイオ州)(MAC)  | 49      | ルイビル大                    | 28   | 40,620   |
| 2004/12/22 | GMACボウル                 | ボーリンググリーン州立大(MAC) | 52      | メンフィス大(C-USA)           | 35   | 29,500   |
| 2005/12/21 | GMACボウル                 | トレド大(MAC)                 | 45      | テキサス大学エルパソ校(C-USA) | 13   | 35,422   |
| 2007/1/7   | GMACボウル                 | 南ミシシッピ大                | 28      | オハイオ大(MAC)               | 7    | 28,706   |
| 2008/1/6   | GMACボウル                 | トゥルサ大（C-USA)            | 63      | ボーリンググリーン州立大      | 7    | 36,932   |
| 2009/1/6   | GMACボウル                 | トゥルサ大                    | 45      | ボールステイト大(MAC)         | 13   | 32,816   |
| 2010/1/6   | GMACボウル                 | セントラルミシガン大(MAC)     | 44(2OT) | トロイ大(Sun Belt)            | 41   | 34,486   |
| 2011/1/6   | GoDaddy.comボウル          | マイアミ大                    | 35      | ミドルテネシー大(Sun Belt)    | 21   | 38,168   |
| 2012/1/8   | GoDaddy.comボウル          | ノーザンイリノイ大(MAC)       | 38      | アーカンソー州立大(Sun Belt)  | 20   | 38,734   |
| 2013/1/6   | GoDaddy.comボウル          | アーカンソー州立大            | 17      | ケント州立大(MAC)             | 13   | 37,913   |
| 2014/1/5   | GoDaddyボウル              | アーカンソー州立大            | 23      | ボール州立大                  | 20   | 36,119   |
| 2015/1/4   | GoDaddyボウル              | トレド大                      | 63      | アーカンソー州立大            | 44   | 36,811   |
| 2015/12/23 | GoDaddyボウル              | ジョージアサザン大(Sun Belt)  | 58      | ボーリンググリーン州立大      | 27   | 28,656   |
| 2016/12/23 | ダラー・ジェネラル・ボウル | トロイ大                      | 28      | オハイオ大                    | 23   | 32,377   |
| 2017/12/23 | ダラー・ジェネラル・ボウル | アパラチアン州立大            | 34      | トレド大                      | 0    | 28,706   |
| 2018/12/22 | ダラー・ジェネラル・ボウル | トロイ大                      | 42      | バッファロー大(MAC)           | 32   | 31,818   |
| 2020/1/6   | レンディングツリー・ボウル | ルイジアナ大(Sun Belt)        | 27      | マイアミ大                    | 17   | 29,212   |
| 2020/12/26 | レンディングツリー・ボウル | ジョージア州立大(Sun Belt)    | 39      | 西ケンタッキー大(MAC)         | 21   | 5,128    |
| 2021/12/18 | レンディングツリー・ボウル | リバティ大(無所属)            | 56      | 東ミシガン大(MAC)             | 20   | 15,186   |
| 2022/12/17 | レンディングツリー・ボウル | 南ミシシッピ大                | 38      | ライス大(C-USA)               | 24   | 20,512   |
| 2023/12/23 | 68ベンチャーズ・ボウル     | 南アラバマ大                  | 59      | 東ミシガン大                  | 10   | 20,926   |

## MVP
| 日付       | MVP                        | 大学                     | ポジション |
| ---------- | -------------------------- | ------------------------ | ---------- |
| 1999/12/22 | ケイシー・プリンターズ     | TCU                      | QB         |
| 2000/12/20 | ラダニアン・トムリンソン   | TCU                      | RB         |
| 2001/12/19 | バイロン・レフトウィッチ   | マーシャル大             | QB         |
| 2002/12/18 | バイロン・レフトウィッチ   | マーシャル大             | QB         |
| 2003/12/18 | ベン・ロスリスバーガー     | マイアミ大               | QB         |
| 2004/12/22 | オマル・ジェイコブス       | ボーリンググリーン州立大 | QB         |
| 2005/12/21 | ブルース・グラドコウスキー | トレド大                 | QB         |
| 2007/1/7   | デイミオン・フレッチャー   | サザンミシシッピ大       | RB         |
| 2008/1/6   | ポール・スミス             | トゥルサ大               | QB         |
| 2009/1/6   | タリオン・アダムス         | トゥルサ大               | RB         |
| 2010/1/6   | ダン・レフェバー           | セントラルミシガン大     | QB         |
| 2011/1/6   | オースティン・ブーシェイ   | マイアミ大               | QB         |
| 2012/1/8   | チャンドラー・ハーニッシュ | ノーザンイリノイ大       | QB         |
| 2013/1/6   | ライアン・アプリン         | アーカンソー州立大       | QB         |
| 2014/1/5   | フレディ・ナイテン         | アーカンソー州立大       | QB         |
| 2015/1/4   | カリーム・ハント           | トレド大                 | RB         |
| 2015/12/23 | ファビアン・アップショウ   | ジョージアサザン大       | QB         |
| 2016/12/23 | ジャスティン・ルーカス     | トロイ大                 | LB         |
| 2017/12/23 | ジャリン・ムーア           | アパラチアン州立大       | RB         |
| 2018/12/22 | ソーヤー・スミス           | トロイ大                 | QB         |
| 2020/1/6   | リーバイ・ルイス           | ルイジアナ大             | QB         |
| 2020/12/26 | コーネリアス・ブラウン四世 | ジョージア州立大         | QB         |
| 2021/12/18 | マリーク・ウィリス         | リバティ大               | QB         |
| 2022/12/17 | フランク・ゴア・ジュニア   | サザンミシシッピ大       | RB         |
| 2023/12/23 | ジオ・ロペス               | 南アラバマ大             | QB         |

## 出場数
2023年12月時点(25試合・累計50チーム)でのランキングをまとめる。Updated through the December 2023 edition (25 games, 50 total appearances).
複数回出場チーム
| ランク | チーム                   | 出場数 | 記録 |
| ------ | ------------------------ | ------ | ---- |
| 1      | アーカンソー州立大       | 4      | 2–2  |
| 2      | 南ミシシッピ大           | 3      | 3–0  |
| 2      | マイアミ大               | 3      | 2–1  |
| 2      | トレド大                 | 3      | 2–1  |
| 2      | トロイ大                 | 3      | 2–1  |
| 2      | ボーリンググリーン州立大 | 3      | 1–2  |
| 7      | マーシャル大             | 2      | 2–0  |
| 7      | トゥルサ大               | 2      | 2–0  |
| 7      | テキサスクリスチャン大   | 2      | 1–1  |
| 7      | ボール州立大             | 2      | 0–2  |
| 7      | 東カロライナ大           | 2      | 0–2  |
| 7      | 東ミシガン大             | 2      | 0–2  |
| 7      | ルイビル大               | 2      | 0–2  |
| 7      | オハイオ大               | 2      | 0–2  |

出場チーム(複数回以外)
勝利(8): アパラチアン州立大,セントラルミシガン大,ジョージアサザン大,ジョージア州立大,リバティ大,ルイジアナ大,ノーザンイリノイ大,南アラバマ大
敗北(7):バッファロー大,ケント州立大,メンフィス大,ミドルテネシー州立大,ライス大,テキサス大学エルパソ校,ウェスタンケンタッキー大

## カンファレンス別出場数
こちらも2023年12月時点(25試合,トータル50チーム)のランクをまとめる。
| カンファレンス | 記録 |    |    |       |
| -------------- | ---- | -- | -- | ----- |
|                | 試合 | 勝 | 敗 | 勝率  |
| MAC            | 21   | 9  | 12 | .429  |
| Sun Belt       | 14   | 10 | 4  | .714  |
| C-USA          | 12   | 4  | 8  | .333  |
| WAC            | 2    | 1  | 1  | .500  |
| 無所属         | 1    | 1  | 0  | 1.000 |